# ناروتو شيبودن (الموسم 19)
الموسم التاسع عشر من مسلسل ناروتو شيبودن مستوحى من الجزء الثاني من مانغا ناروتو لمؤلفها ماساشي كيشيموتو. تم بدأ عرض الموسم التاسع عشر في 8 يناير 2015 على تلفاز طوكيو في اليابان وانتهى عرضه 21 مايو، 2015. حيث تتمحور أحداث الجزء الثامن عشر حول أمتحانات الشونين الجديدة. ، وقد تم إخراج السلسلة بواسطة المخرج الياباني هاياتو داتيه.
تم إصدار الموسم بصيغة دي في دي بتاريخ 2 سبتمبر 2015 تحت عنوان "عودة ناروتو ~ والمسارات من اصدقائه (ナ ル ト の 背 中 ~ 仲 間 の 軌跡)

## قائمة الحلقات
| الرقم                                                                                      | عنوان الحلقة                                                                               | فصول المانغا                                                                               | تاريخ العرض الأصلي                                                                         |
| على خطى ناروتو: نهج الأصدقاء (ナルトの背中～仲間の軌跡 ناروتو نو سِناكا ~ ناكاما نو كيسيكي) | على خطى ناروتو: نهج الأصدقاء (ナルトの背中～仲間の軌跡 ناروتو نو سِناكا ~ ناكاما نو كيسيكي) | على خطى ناروتو: نهج الأصدقاء (ナルトの背中～仲間の軌跡 ناروتو نو سِناكا ~ ناكاما نو كيسيكي) | على خطى ناروتو: نهج الأصدقاء (ナルトの背中～仲間の軌跡 ناروتو نو سِناكا ~ ناكاما نو كيسيكي) |
| ------------------------------------------------------------------------------------------ | ------------------------------------------------------------------------------------------ | ------------------------------------------------------------------------------------------ | ------------------------------------------------------------------------------------------ |
| 394                                                                                        | «امتحان التشونين الجديد» (新たなる中忍試験)                                                | حصرية                                                                                      | 8 يناير 2015                                                                               |
| 395                                                                                        | «امتحان التشونين، يبدأ» (中忍試験、開始!)                                                  | حصرية                                                                                      | 15 يناير 2015                                                                              |
| 396                                                                                        | «الأسئلة الثلاثة» (三つの問題)                                                             | حصرية                                                                                      | 22 يناير 2015                                                                              |
| 397                                                                                        | «الشخص المستحق لأن يكون قائدًا» (リーダーに相応しい者)                                      | حصرية                                                                                      | 29 يناير 2015                                                                              |
| 398                                                                                        | «الليلة السابقة للامتحان الثاني» (二次試験、前夜)                                          | حصرية                                                                                      | 5 فبراير 2015                                                                              |
| 399                                                                                        | «النجاة في صحراء الشرِّ» (魔の砂漠のサバイバル)                                              | حصرية                                                                                      | 12 فبراير 2015                                                                             |
| 400                                                                                        | «كمستخدمٍ للتايجوتسو» (体術使いとして...)                                                   | حصرية                                                                                      | 19 فبراير 2015                                                                             |
| 401                                                                                        | «الذروة» (極めし者)                                                                        | حصرية                                                                                      | 26 فبراير 2015                                                                             |
| 402                                                                                        | «فرار VS مُلاحقة» (逃走VS追跡)                                                              | حصرية                                                                                      | 5 مارس 2015                                                                                |
| 403                                                                                        | «شجاعة صارمة» (諦めないド根性)                                                             | حصرية                                                                                      | 12 مارس 2015                                                                               |
| 404                                                                                        | «مشاكل تنتن» (テンテンの悩み)                                                              | حصرية                                                                                      | 19 مارس 2015                                                                               |
| 405                                                                                        | «الثنائي المحبوس» (閉じ込められた二人)                                                     | حصرية                                                                                      | 26 مارس 2015                                                                               |
| 406                                                                                        | «المكان الذي انتمي إليه» (自分の居場所)                                                    | حصرية                                                                                      | 2 أبريل 2015                                                                               |
| 407                                                                                        | «نينجتسو عشيرة ياماناكا السري» (山中一族・秘伝忍術)                                        | حصرية                                                                                      | 9 أبريل 2015                                                                               |
| 408                                                                                        | «الدُّمية الملعونة» (呪いの人形)                                                             | حصرية                                                                                      | 16 أبريل 2015                                                                              |
| 409                                                                                        | «ظهْراهُما» (二人の背中)                                                                     | حصرية                                                                                      | 23 أبريل 2015                                                                              |
| 410                                                                                        | «الخطَّة المخفيَّة تبدأ» (動き出した陰謀)                                                      | حصرية                                                                                      | 30 أبريل 2015                                                                              |
| 411                                                                                        | «البيجو المُستهدف» (狙われた尾獣)                                                           | حصرية                                                                                      | 7 مايو 2015                                                                                |
| 412                                                                                        | «قرار نيجي» (ネジの判断)                                                                   | حصرية                                                                                      | 14 مايو 2015                                                                               |
| 413                                                                                        | «الآمال المعهودة إلى المستقبل» (未来に託す思い)                                            | حصرية                                                                                      | 21 مايو 2015                                                                               |

## إصدارات منزلية
| مجلد | تاريخ         | أقراص | حلقات   | مرجع  |
| ---- | ------------- | ----- | ------- | ----- |
| 1    | 2 سبتمبر 2015 | 1     | 394–397 | [ 3 ] |
| 2    | 7 أكتوبر 2015 | 1     | 398–401 | [ 4 ] |
| 3    | 4 نوفمبر 2015 | 1     | 402–405 | [ 5 ] |
| 4    | 2 ديسمبر 2015 | 1     | 406–409 | [ 6 ] |
| 5    | 6 يناير 2016  | 1     | 410–413 | [ 7 ] |